# Sakk-csapatvilágbajnokság
A sakk-csapatvilágbajnokság a Nemzetközi Sakkszövetség (FIDE) által 1985 óta rendezett csapatverseny, amelyen az öt világrészt képviselő 10 legerősebb csapat vesz részt. A nemzeti válogatottak a sakkolimpián, illetve a kontinensbajnokságokon vívhatják ki a részvétel jogát.
A versenyre kezdetben négyévente került sor, 2011 óta kétévente, a páratlan években rendezik meg. 2007 óta a csapatvilágbajnokságot kétévente megrendezik a nők számára is. A női VB helyszíne és időpontja eltér a nyílt versenyétől.
A legtöbb alkalommal, négyszer, Oroszország csapata szerezte meg az első helyet, őket a Szovjetunió követi két aranyéremmel. A női versenyen Kína válogatottja három alkalommal győzött, Ukrajna és Grúzia egy-egy elsőséget szerzett.
A nyílt versenyen a magyar válogatott többször is bejutott a világbajnokság tízes döntőjébe, a legjobb eredményt az első alkalommal rendezett világbajnokságon érték el, amikor az ezüstérmet szerezték meg.

## A világbajnokság résztvevői
A világbajnokság mezőnyét alkotó 10 csapatot az alábbiak alkotják:
- Az előző sakk-csapatvilágbajnokság győztese
- A versenyt közvetlenül megelőző sakkolimpia első három helyezettje
- Négy kontinentális bajnok[1][2]
- A szervező ország által meghvott csapat
- A FIDE-elnök által meghívott csapat

## A verseny lebonyolítása
Az egyes csapatok az első világbajnokságon hat főből, a továbbiakon négy főből álltak.  A viadal körmérkőzéses rendszerben zajlik. A sorrendet 2007 óta a csapatpontszámok alapján állapítják meg, míg a korábbi játszmaarány szerinti sorrendet holtverseny esetén veszik figyelembe.
A viadalon az első három legjobb eredményt elért versenyző táblánként éremdíjazásban részesül. A magyar versenyzők közül így aranyérmet szerzett Ribli Zoltán, Sax Gyula, Pintér József és Grószpéter Attila, ezüstöt Csom István, bronzot Horváth József, Tolnai Tibor, Gyimesi Zoltán, Ruck Róbert és Balogh Csaba.

## A világbajnokságok eredményei

### A nyílt verseny érmesei
| Év   | Helyszín         | Arany | Ezüst | Bronz | Magyar eredmény |
| 1985 | Luzern           | Szovjetunió · Anatolij Karpov · Artur Juszupov · Rafael Vaganjan · Andrej Szokolov · Alekszandr Beljavszkij · Vaszilij Szmiszlov · Alekszandr Csernyin · Lev Polugajevszkij | Magyarország · Portisch Lajos · Ribli Zoltán · Sax Gyula · Pintér József · Adorján András · Faragó Iván · Csom István · Grószpéter Attila | Anglia · Tony Miles · John Nunn · Jonathan Speelman · Nigel Short · Jonathan Mestel · Murray Chandler · James Plaskett · Glenn Flear             | Csapat: 2. helyezés Egyéni aranyérem: Ribli Zoltán (2. tábla) Sax Gyula (3. tábla) Pintér József (4. tábla) Egyéni ezüstérem: Csom István (1. tartalék) |
| 1989 | Luzern           | Szovjetunió · Anatolij Karpov · Alekszandr Beljavszkij · Jaan Ehlvest · Rafael Vaganjan · Vaszil Ivancsuk · Mihail Gurevics                                                 | Jugoszlávia · Ljubomir Ljubojević · Predrag Nikolić · Petar Popović · Dragoljub Velimirović · Božidar Ivanović · Branko Damljanović       | Anglia · Nigel Short · Jonathan Speelman · John Nunn · Murray Chandler · Michael Adams · Julian Hodgson                                          | Csapat: 4. helyezés Egyéni aranyérem: Grószpéter Attila (3. tábla) Egyéni bronzérem: Horváth József (4. tábla) Tolnai Tibor (2. tartalék)               |
| 1993 | Luzern           | Amerikai Egyesült Államok · Gata Kamsky · Alex Yermolinsky · Boris Gulko · Gregory Kaidanov · Joel Benjamin · Larry Christiansen                                            | Ukrajna · Vaszil Ivancsuk · Volodimir Malanyuk · Oleg Romanyisin · Vlagyimir Tukmakov · Vjacseszlav Eingorn · Arthur Frolov               | Oroszország · Vlagyimir Kramnyik · Alekszandr Halifman · Jevgenyij Barejev · Szergej Dolmatov · Alekszej Drejev · Alekeszej Vüzsmanavin          | – |
| 1997 | Luzern           | Oroszország · Jevgenyij Barejev · Peter Szvidler · Alekszandr Halifman · Szergej Rubljovszkij · Alekszej Drejev · Vagyim Zvjagincev                                         | Amerikai Egyesült Államok · Alex Yermolinsky · Joel Benjamin · Boris Gulko · Nick De Firmian · Gregory Kaidanov · Larry Christiansen      | Örményország · Vladimir Hakobján · Rafael Vaganjan · Smbat Lputian · Artashes Minasian · Asot Anasztaszjan · Melikset Khachiyan                  | – |
| 2001 | Jereván          | Ukrajna · Vaszil Ivancsuk · Ruszlan Ponomarjov · Vlagyimir Baklan · Vjacseszlav Eingorn · Oleg Romanyisin · Vagyim Malahatko                                                | Oroszország · Peter Szvidler · Alekszej Drejev · Alekszandr Griscsuk · Szergej Rubljovszkij · Konsztantyin Szakajev · Alekszandr Motiljov | Örményország · Vladimir Hakobján · Rafael Vaganjan · Smbat Lputian · Karen Asrian · Asot Anasztaszjan · Artashes Minasian                        | Csapat: 5. helyezés Egyéni bronzérem: Gyimesi Zoltán (2. tábla) Ruck Róbert (3. tábla)                                                                  |
| 2005 | Beér-Seva        | Oroszország · Peter Szvidler · Alekszej Drejev · Alekszandr Griscsuk · Alekszandr Morozevics · Jevgenyij Barejev · Szergej Rubljovszkij                                     | Kína · Pu Hsziang-cse · Csang Peng-hsziang · Ni Hua · Csao Csün · Csou Csien-csao · Liang Csung                                           | Örményország · Levon Aronján · Vladimir Hakobján · Karen Asrian · Rafael Vaganjan · Smbat Lputyan · Asot Anasztaszjan                            | – |
| 2009 | Bursa            | Oroszország · Alekszandr Griscsuk · Dmitrij Jakovenko · Alekszandr Morozevics · Jevgenyij Tomasevszkij · Vlagyimir Malahov · Nyikita Vityugov                               | Amerikai Egyesült Államok · Nakamura Hikaru · Alexander Onischuk · Yuri Shulman · Varuzhan Akobian · Robert Hess · Ray Robson             | India · Pendjála Harikrisna · Surya Shekhar Ganguly · Krishnan Sasikiran · Geetha Narayanan Gopal · Subramanian Arun Prasad · Baskaran Adhiban · | – |
| 2011 | Ningbo           | Örményország · Levon Aronján · Szergej Movszeszjan · Vladimir Hakobján · Gabriel Szargiszjan · Robert Hovhannisyan                                                          | Kína · Vang Hao · Vang Jüe · Li Csao · Jü Jang-ji · Ting Li-zsen                                                                          | Ukrajna · Vaszil Ivancsuk · Pavel Eljanov · Zahar Efimenko · Olekszandr Moiszejenko · Olekszandr Arescsenko ·                                    | Csapat: 5. helyezés Egyéni bronzérem: Balogh Csaba (4. tábla)                                                                                           |
| 2013 | Antalya          | Oroszország · Vlagyimir Kramnyik · Szergej Karjakin · Alekszandr Griscsuk · Jan Nyepomnyascsij · Nyikita Vityugov                                                           | Kína · Li Csao · Ting Li-zsen · Vang Jüe · Pu Hsziang-cse · Jü Jang-ji                                                                    | Ukrajna · Vaszil Ivancsuk · Anton Korobov · Olekszandr Moiszejenko · Jurij Krivorucsko · Olekszandr Arescsenko                                   | – |
| 2015 | Tsakhkadzor      | Kína · Ting Li-zsen · Jü Jang-ji · Pu Hsziang-cse · Vej Ji · Vang Csen | Ukrajna · Ruszlan Ponomarjov · Vaszil Ivancsuk · Pavel Eljanov · Jurij Krivorucsko · Olekszandr Moiszejenko                               | Örményország · Levon Aronján · Gabriel Szargiszjan · Szergej Movszeszjan · Vladimir Hakobján · Hrant Melkumyan                                   | Csapat: 6. helyezés |
| 2017 | Hanti-Manszijszk | Kína · Ting Li-zsen · Jü Jang-ji · Vej Ji · Li Csao · Ven Jang | Oroszország · Peter Szvidler · Jan Nyepomnyascsij · Nyikita Vityugov · Makszim Matlakov · Vlagyimir Fedoszejev                            | Lengyelország · Radosław Wojtaszek · Jan-Krzysztof Duda · Kacper Piorun · Mateusz Bartel · Grzegorz Gajewski                                     | |
| 2019 | Asztana          | Oroszország · Szergej Karjakin · Jan Nyepomnyascsij · Alekszandr Griscsuk · Dmitrij Andrejkin · Vlagyiszlav Artyemjev                                                       | Anglia · Michael Adams · Luke McShane · David Howell · Gawain Jones · Jon Speelman                                                        | Kína · Ting Li-zsen · Jü Jang-ji · Vej Ji · Pu Hsziang-cse · Ni Hua                                                                              | |

### Női verseny
A magyar női válogatott a 2018-as sakkolimpián elért eredménye alapján először a 2019-es világbajnokságon szerepelhetett.
| Év   | Helyszín         | Arany | Ezüst | Bronz | Magyar eredmény     |
| 2007 | Jekatyerinburg   | Kína · Hou Ji-fan · Csao Hszüe · Sen Jang · Zsuan Lu-fej · Huang Csien ·                                                   | Oroszország · Tatyjana Koszinceva · Nagyezsda Koszinceva · Jekatyerina Kovalevszkaja · Ekaterina Korbut · Elena Tairova     | Ukrajna · Katyerina Lahno · Anna Usenyina · Inna Gaponenko · Tatjana Vasilevich · Oksana Vozovic ·              |                     |
| 2009 | Ningbo           | Kína · Hou Ji-fan · Csao Hszüe · Sen Jang · Csü Ven-csün · Huang Csien                                                     | Oroszország · Tatyjana Koszinceva · Nagyezsda Koszinceva · Jekatyerina Kovalevszkaja · Marina Romanko · Valentyina Gunyina  | Ukrajna · Anna Usenyina · Natalija Zsukova · Inna Janovszka · Marija Muzicsuk · Natalija Zdebszkaja             |                     |
| 2011 | Mardin           | Kína · Hou Ji-fan · Csü Ven-csün · Csao Hszüe · Tan Csung-ji · Csang Hsziao-ven                                            | Oroszország · Nagyezsda Koszinceva · Tatyjana Koszinceva · Alekszandra Kosztyenyuk · Valentyina Gunyina · Natalja Pogonyina | Grúzia · Nana Dzagnidze · Lela Javakhishvili · Bela Khotenashvili · Nino Khurtsidze · Salome Melia              |                     |
| 2013 | Asztana          | Ukrajna · Katyerina Lahno · Anna Usenyina · Marija Muzicsuk · Natalija Zsukova · Inna Gaponenko                            | Kína · Csü Ven-csün · Huang Csien · Tan Csung-ji · Kuo Csi · Sen Jang                                                       | Oroszország · Valentyina Gunyina · Alekszandra Kosztyenyuk · Natalja Pogonyina · Alisza Galljamova · Olga Girja |                     |
| 2015 | Csengtu          | Grúzia · Bela Khotenashvili · Lela Javakhishvili · Meri Arabidze · Nino Baciasvili · Salome Melia                          | Oroszország · Valentyina Gunyina · Alekszandra Kosztyenyuk · Natalja Pogonyina · Alekszandra Gorjacskina · Olga Girja       | Kína · Csü Ven-csün · Tan Csung-ji · Sen Jang · Lej Ting-csie · Ting Jih-szin                                   |                     |
| 2017 | Hanti-Manszijszk | Oroszország · Alekszandra Kosztyenyuk · Jekatyerina Lagno · Valentyina Gunyina · Alekszandra Gorjacskina · Olga Girja      | Kína · Csü Ven-csün · Tan Csung-ji · Csao Hszüe · Lej Ting-csie · Kuo Csi                                                   | Grúzia · Nana Dzagnidze · Lela Javakhisvili · Bela Kotenasvili · Nino Baciasvili · Salome Melia                 |                     |
| 2019 | Asztana          | Kína · Tan Csung-ji · Sen Jang · Huang Csian · Lej Ting-csie · Ting Ji-hszin                                               | Oroszország · Jekatyerina Lagno · Alekszandra Kosztyenyuk · Valentyina Gunyina · Alekszandra Gorjacskina · Olga Girja       | Grúzia · Bela Kotenasvili · Meri Arabidze · Lela Javakhisvili · Nino Baciasvili · Salome Melia                  | Csapat: 9. helyezés |
| 2021 | Sitges           | Oroszország · Alekszandra Gorjacskina · Alekszandra Kosztyenyuk · Jekatyerina Lagno · Polina Suvalova · Alina Kaslinszkaja | India · Drónavalli Hárika · Vaishali Rameshbabu · Tania Sachdev · Bhakti Kulkarni · Mary Ann Gomes                          | Grúzia · Nana Dzagnidze · Nino Baciasvili · Meri Arabidze · Lela Javakisvili · Salome Melia                     |                     |

## A nyílt verseny éremtáblázata
A sakk-csapatvilágbajnokság nyílt versenyén 2017-ig az egyes országok az alábbiak szerint szereztek érmeket.
| H. | Ország                    | 1. hely | 2. hely | 3. hely | Össz |
| -- | ------------------------- | ------- | ------- | ------- | ---- |
| 1  | Oroszország               | 5       | 2       | 1       | 8    |
| 2  | Kína                      | 2       | 3       | 1       | 6    |
| 3  | Szovjetunió               | 2       | 0       | 0       | 2    |
| 4  | Ukrajna                   | 1       | 2       | 2       | 5    |
| 5  | Amerikai Egyesült Államok | 1       | 2       | 0       | 3    |
| 6  | Örményország              | 1       | 0       | 4       | 5    |
| 7  | Anglia                    | 0       | 1       | 2       | 3    |
| 8  | Magyarország              | 0       | 1       | 0       | 1    |
| 8  | Jugoszlávia               | 0       | 1       | 0       | 1    |
| 10 | India                     | 0       | 0       | 1       | 1    |
| 11 | Lengyelország             | 0       | 0       | 1       | 1    |

## A női verseny éremtáblázata
A női sakk-csapatvilágbajnokságon 2017-ig az egyes országok az alábbiak szerint szereztek érmeket.
| H. | Ország      | 1. hely | 2. hely | 3. hely | Össz |
| -- | ----------- | ------- | ------- | ------- | ---- |
| 1  | Kína        | 4       | 2       | 1       | 7    |
| 2  | Oroszország | 1       | 5       | 1       | 7    |
| 3  | Grúzia      | 1       | 0       | 3       | 4    |
| 4  | Ukrajna     | 1       | 0       | 2       | 3    |